# Trichilia djalonis
Trichilia djalonis är en tvåhjärtbladig växtart som beskrevs av Auguste Jean Baptiste Chevalier. Trichilia djalonis ingår i släktet Trichilia och familjen Meliaceae. Inga underarter finns listade i Catalogue of Life.